# Karl Gärtner (Ministerialdirektor)
Karl Gärtner (* 6. Januar 1897 in Lahr; † 26. November 1944 in Straßburg) war ein badischer Ministerialdirektor. Er war Gauobmann des Nationalsozialistischen Lehrerbundes (NSLB) im Gau Baden und wirkte in Karlsruhe.

## Leben
Gärtner studierte am Lehrerseminar in Heidelberg, 1923 gründete er die Bauernwehr gegen Kommunisten und 1925 wurde er Hauptlehrer in Meißenheim. Zum 1. April 1930 trat er der NSDAP bei (Mitgliedsnummer 231.420) und war bis 1934 Kreisleiter in Lahr. 1933 wurde er in das Badische Kultusministerium berufen, wo er Ministerialrat wurde. 1940 erfolgte seine Beförderung zum Ministerialdirektor. 1942 wurde er zum Ehrensenator der Universität Freiburg ernannt.
Von Karl Gärtner stammt der Ausspruch: Es wird mir keiner Hauptlehrer oder Oberlehrer, der mir nicht ein nationalsozialistisches Dorf zu Füßen legt.